# Plaza París (Haifa)
La plaza París (en hebreo: כיכר פריז) es una plaza pública en Haifa, Israel, que se encuentra en el centro de la ciudad. Fue construida durante la época otomana.
La plaza Hamra era un espacio público creado en Haifa durante el período otomano. Estaba rodeado por un mercado, iglesias carmelitas y maronitas , hoteles, etc.
En 1954, cuando el gobierno israelí encargó la construcción del metro Carmelit a una compañía francesa, se decidió cambiar el nombre del área a "Plaza París" como un gesto amistoso a los franceses. La estación del Carmelit tuvo dicho nombre hasta octubre de 2018, cuando la parada fue renombrada como "Downtown" ("centro de la ciudad").
En 2011, la plaza fue renovada y a su acto de reapertura asistió el alcalde de París en el momento, Bertrand Delanoë.